# カンボ (カメラ)
カンボ（Cambo Fotografische Industrie BV ）はオランダのカンペン（Kampen ）に本拠を置くカメラメーカーである。ワイド専用カメラ、ビューカメラ、ビデオ用三脚などを製造している。

## 歴史
- 1947年 - ローロフ・ボック（Roelof Bok ）がオランダのヘンゲロ（Hengelo ）でテクニカ・ヘンゲロ（Technica Hengelo ）を創業し、最初のカメラスーパー・テクナ（Super Techna ）を発売したが、輸出に際しリンホフの商標との衝突が問題となったため会社名をファベロ（Favero ）、さらにその後カンボと改名した。
- 1965年 - カンペンに移転した。

## 製品一覧
ビューカメラのレールはシリーズごとの独自規格だが、蛇腹やレンズボードは共通である。

### スーパーカンボシリーズ
伝統的なビューカメラ。
- SC-I - 6×9cm判。2.7kg。
- SC-II - 4×5in判。3.8kg。
- SC-III - 5×7in判。4.1kg。
- SC-IV - 8×10in判。8.7kg。
- SCN-II - 4×5in判。SC-IIの普及判でシフトとスイングのノブが兼用になっている。

### レジェンドシリーズ
各移動部にラック・アンド・ピニオンを使用し被写界深度スケールを設けた新鋭ビューカメラ。レジェンドプラスシリーズはティルトが光軸で可能。
- カンボレジェンドII - 4×5in判。
- カンボレジェンドIII - 5×7in判。
- カンボレジェンドIV - 8×10in判。
- カンボレジェンドプラスII - 4×5in判。7.5kg。
- カンボレジェンドプラスIII - 5×7in判。

### SFシリーズ
レジェンドシリーズをベースにヨーフリー機構を備えたビューカメラ。
- 23SF - 6×9cm判。3.6kg。フロント、バックともライズ、フォール83mm、シフト70mm、スイング30度、ティルト90度。
- 45SF - 4×5in判。4.2kg。フロント、バックともライズ、フォール83mm、シフト70mm、スイング30度、ティルト90度。

### カンボXLシリーズ
シンガー・グラフレックスから購入した「グラフレックスXL」の権利に基づき独自の改良を施したプレスカメラ。

### カンボTWRシリーズ
- カンボTWR54 - 手持ち撮影用の4×5in判蛇腹式二眼レフカメラ。レンズ交換はシャッター付き撮影レンズとビューレンズを2個セットで交換する。標準セットでは撮影レンズシュナイダー・クロイツナッハ製ジンマー150mmコパルシャッター付き、ビューレンズがクセナー150mm。

### カンボワイドシリーズ
4×5in判ハンディワイドカメラ。
- カンボワイド470 - シュナイダー・クロイツナッハ製スーパーアンギュロン47mmF5.6を装着する。
- カンボワイド470XL - シュナイダー・クロイツナッハ製スーパーアンギュロン47mmF5.6XLを装着する。左右20mmのシフト可、前枠90度回転によりライズとフォールそれぞれ20mm可。
- カンボワイド580 - シュナイダー・クロイツナッハ製スーパーアンギュロン58mmF5.6を装着する。
- カンボワイド650 - シュナイダー・クロイツナッハ製スーパーアンギュロン65mmF5.6を装着する。